# Газовые гиганты

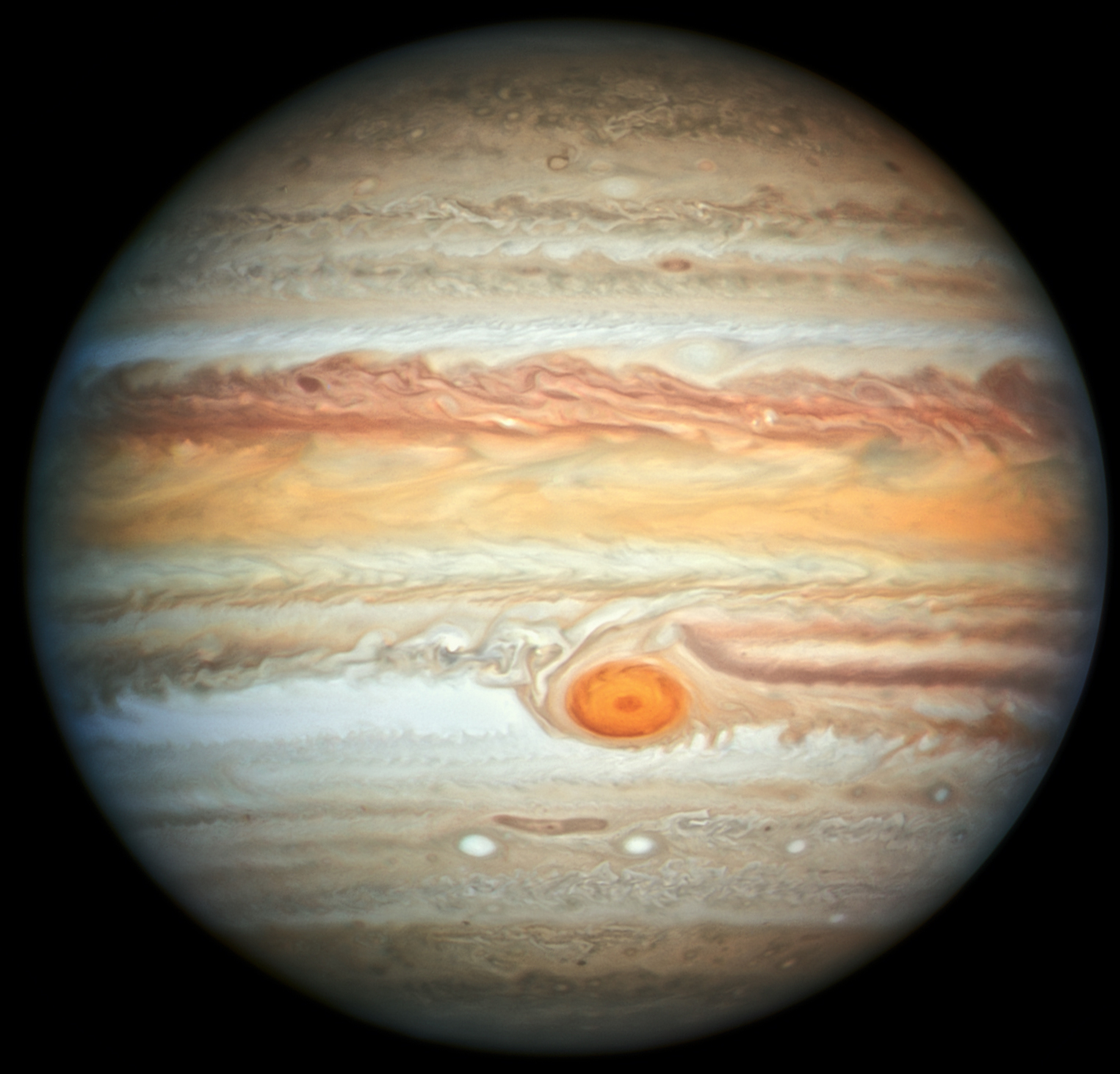
Юпитер

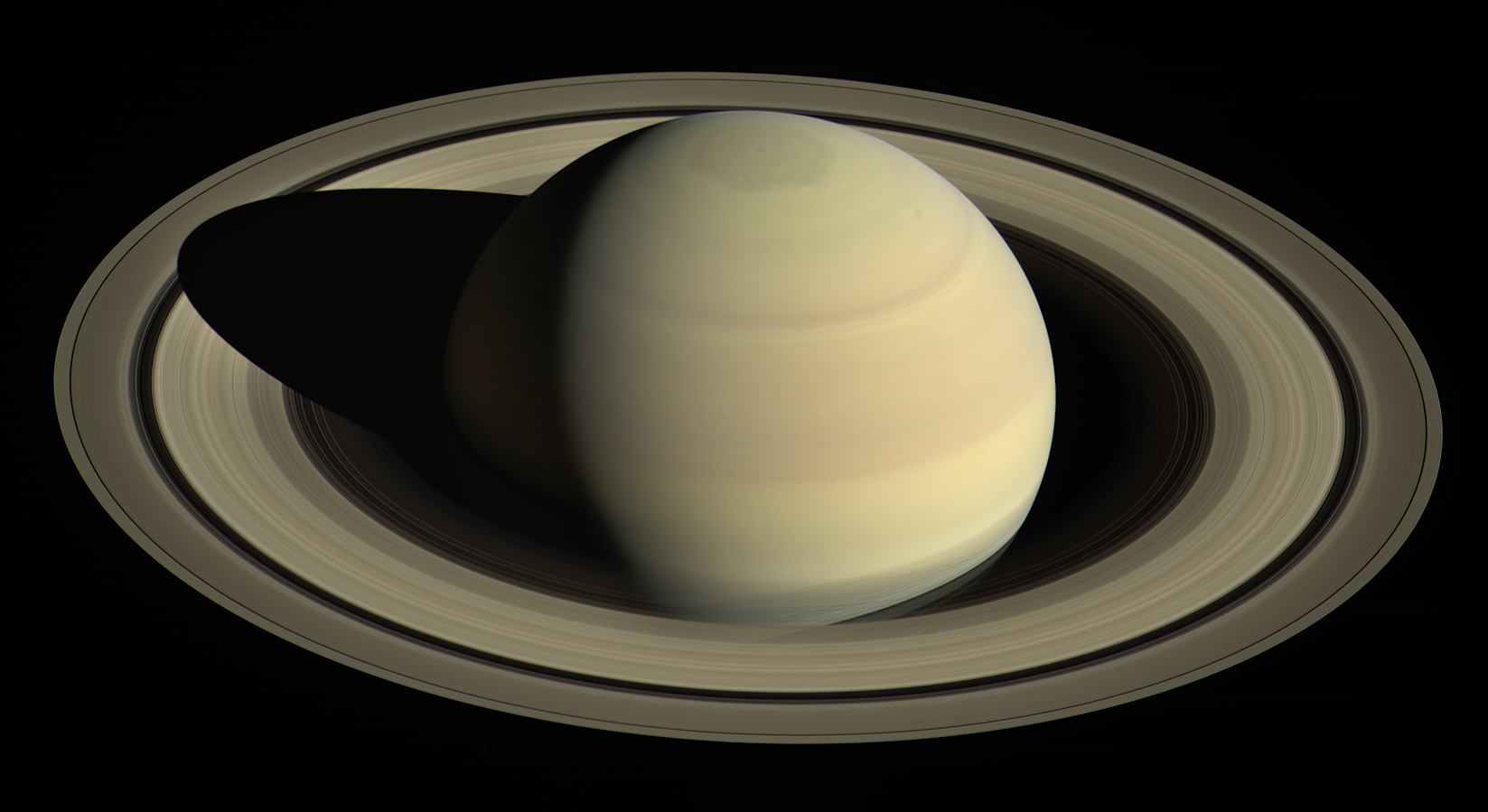
Сатурн

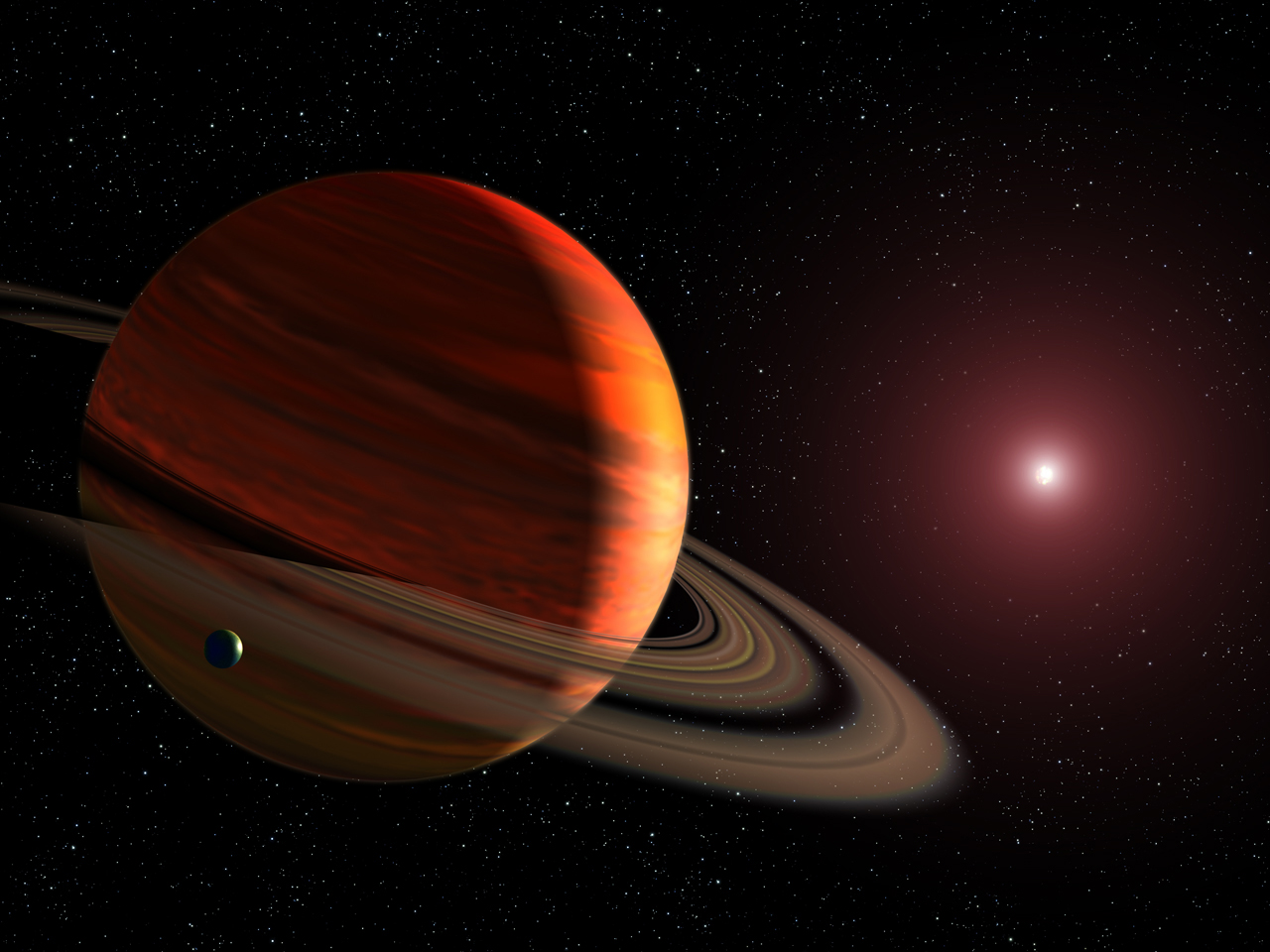
Художественное изображение газового гиганта

Га́зовые гига́нты — планеты-гиганты, состоящие в основном из водорода и гелия. Планеты этого типа имеют небольшую плотность, короткий период суточного вращения, и, следовательно, значительное сжатие у полюсов.
В Солнечной системе к газовым гигантам относят Юпитер и Сатурн. Они состоят в основном из водорода и гелия, а более тяжелые элементы составляют от 3 до 13 % массы.

## Терминология
Термин «газовый гигант» был придуман в 1952 году писателем-фантастом Джеймсом Блишем и первоначально использовался для обозначения всех планет-гигантов. Хотя обычно понятия «планета-гигант» и «газовый гигант» считаются синонимами, первое — более общее. Так, ледяные гиганты являются планетами-гигантами, но не газовыми гигантами. Основное отличие этих классов — химический состав: массовая доля водорода и гелия у газовых гигантов составляет более 90 %, у ледяных — 15—20 %, а также масса — газовые гиганты тяжелее ледяных. В 1990-х годах стало известно, что Уран и Нептун представляют собой отдельный класс планет-гигантов, куда входят состоящие в основном из более тяжелых летучих веществ (их называют «льдинками»). По этой причине Уран и Нептун часто относят к отдельной категории ледяных гигантов.
Газовые гиганты иногда называют «неудавшимися звёздами» за наибольшую массу среди планет и похожий химический состав, но это в большой степени преувеличение, так как значение общепринятой границы между планетами и коричневыми карликами составляет 13 MJ.

## Классификация
Распространено деление газовых гигантов на «холодные юпитеры» и «горячие юпитеры», но также существует система классификации по Сударскому. Она делит газовые гиганты на пять классов, учитывая температуру и, следовательно, химический состав верхних слоёв.

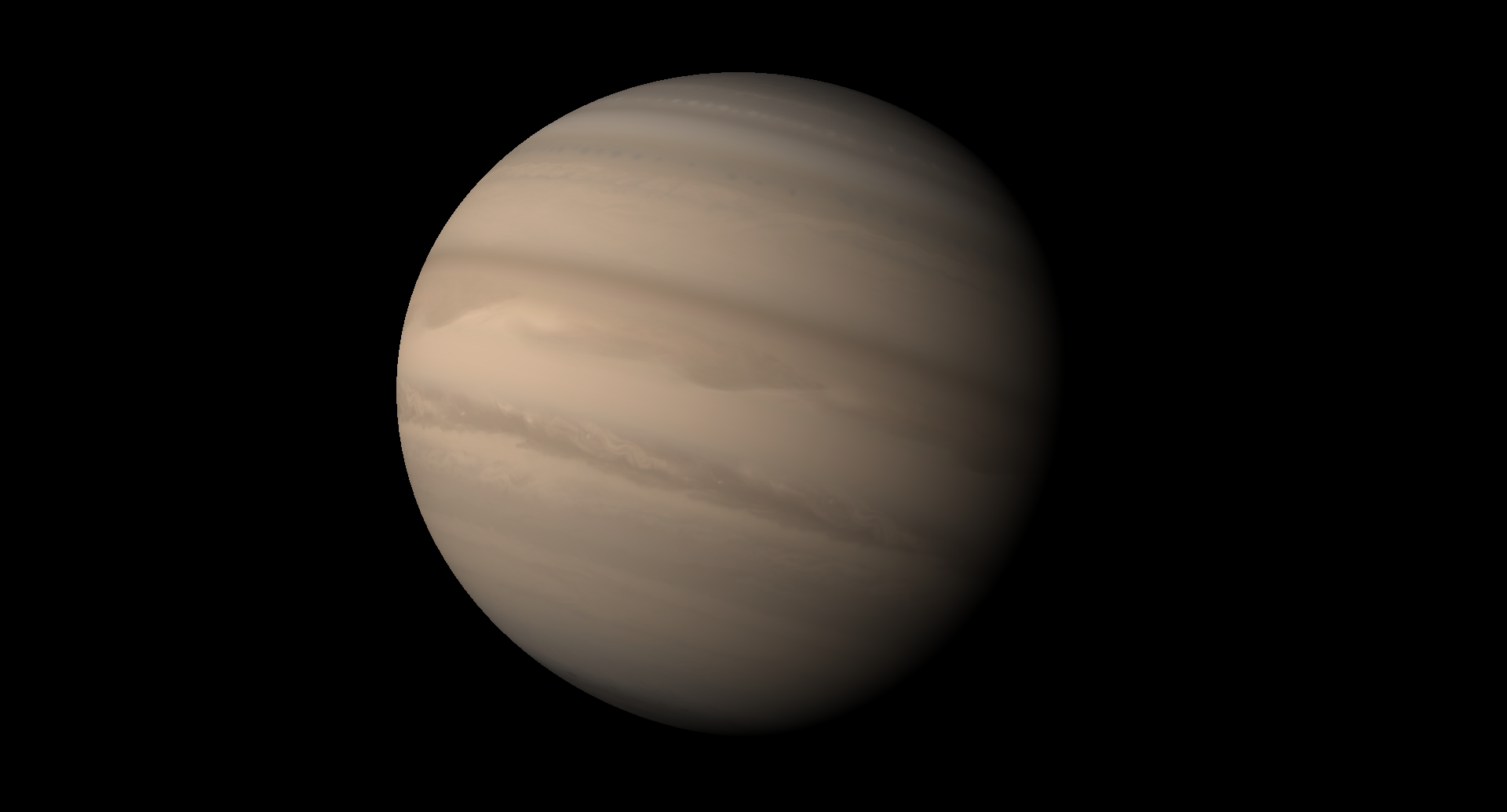
Класс I, гигант с облаками аммиака
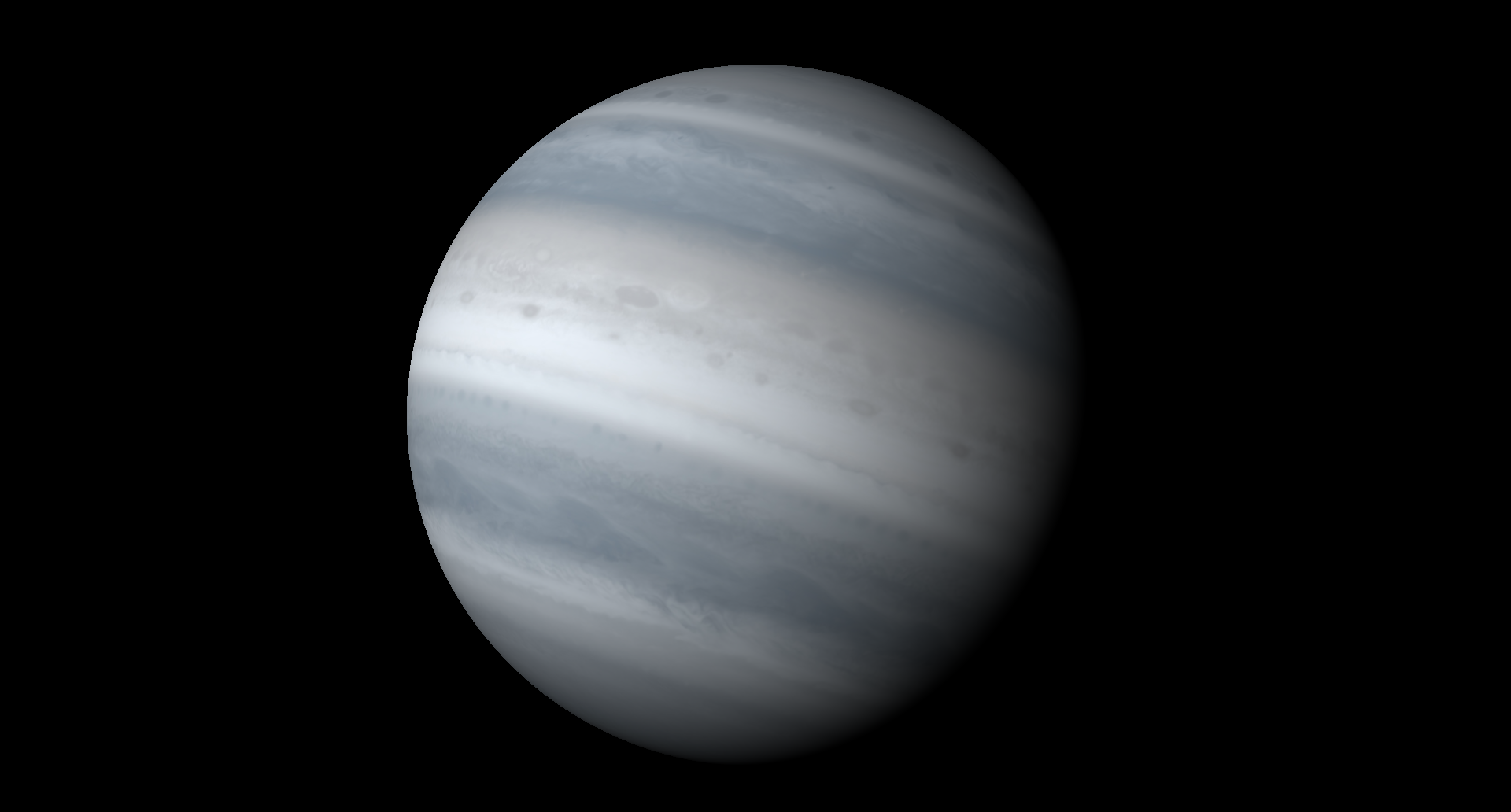
Класс II, гигант с облаками водяного пара
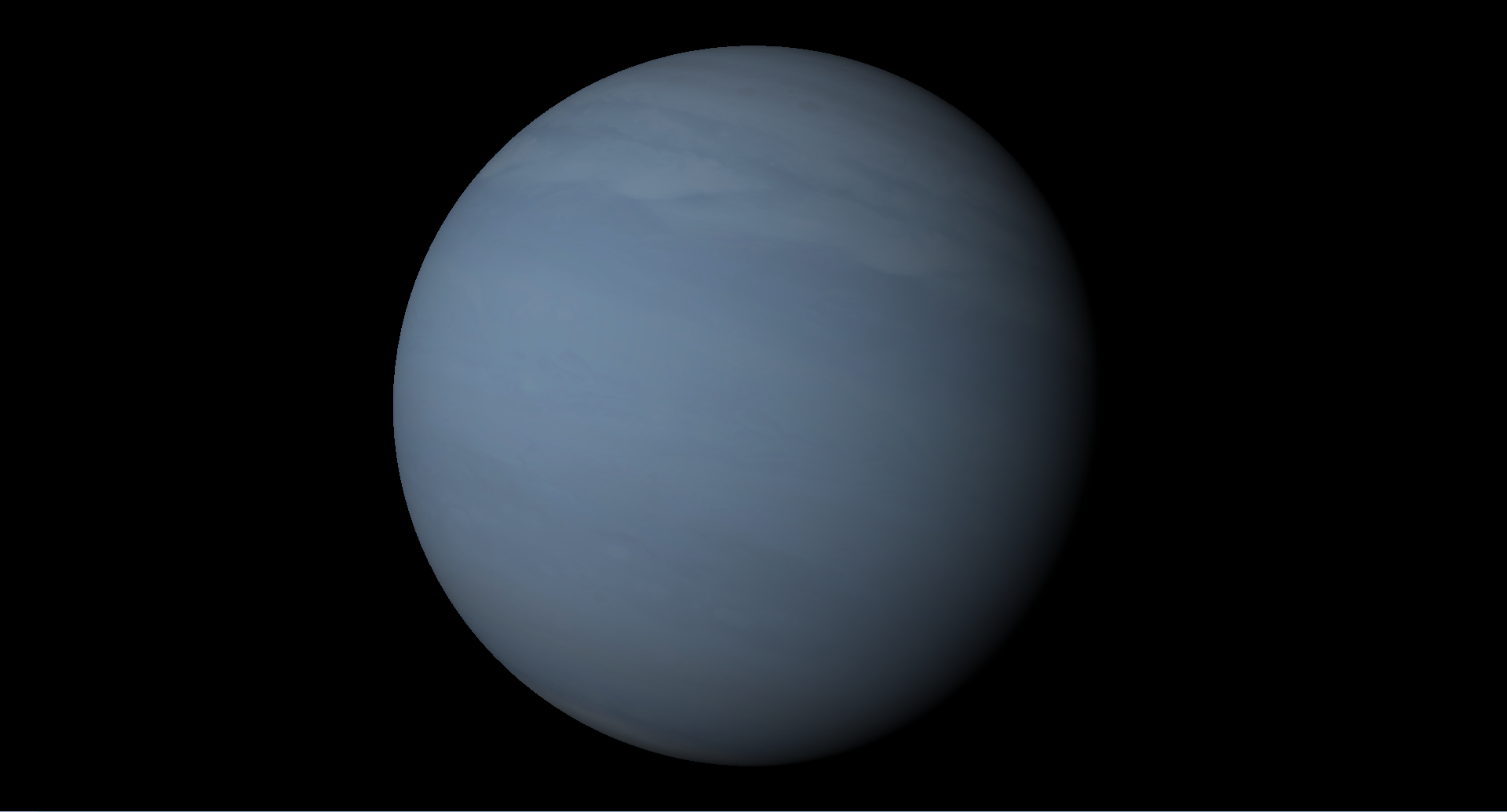
Класс III, безоблачный газовый гигант
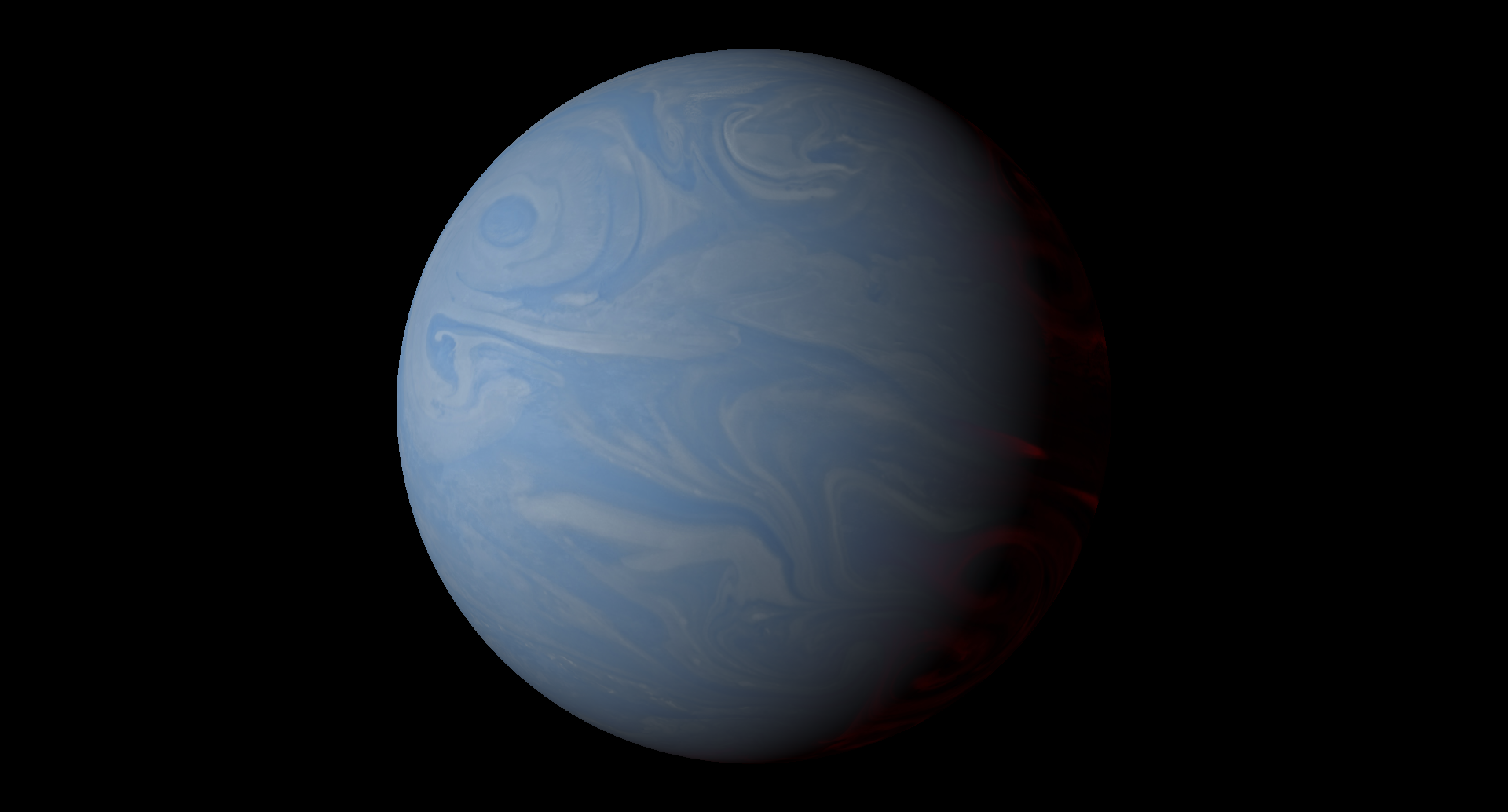
Класс IV, гигант с облаками из щёлочи
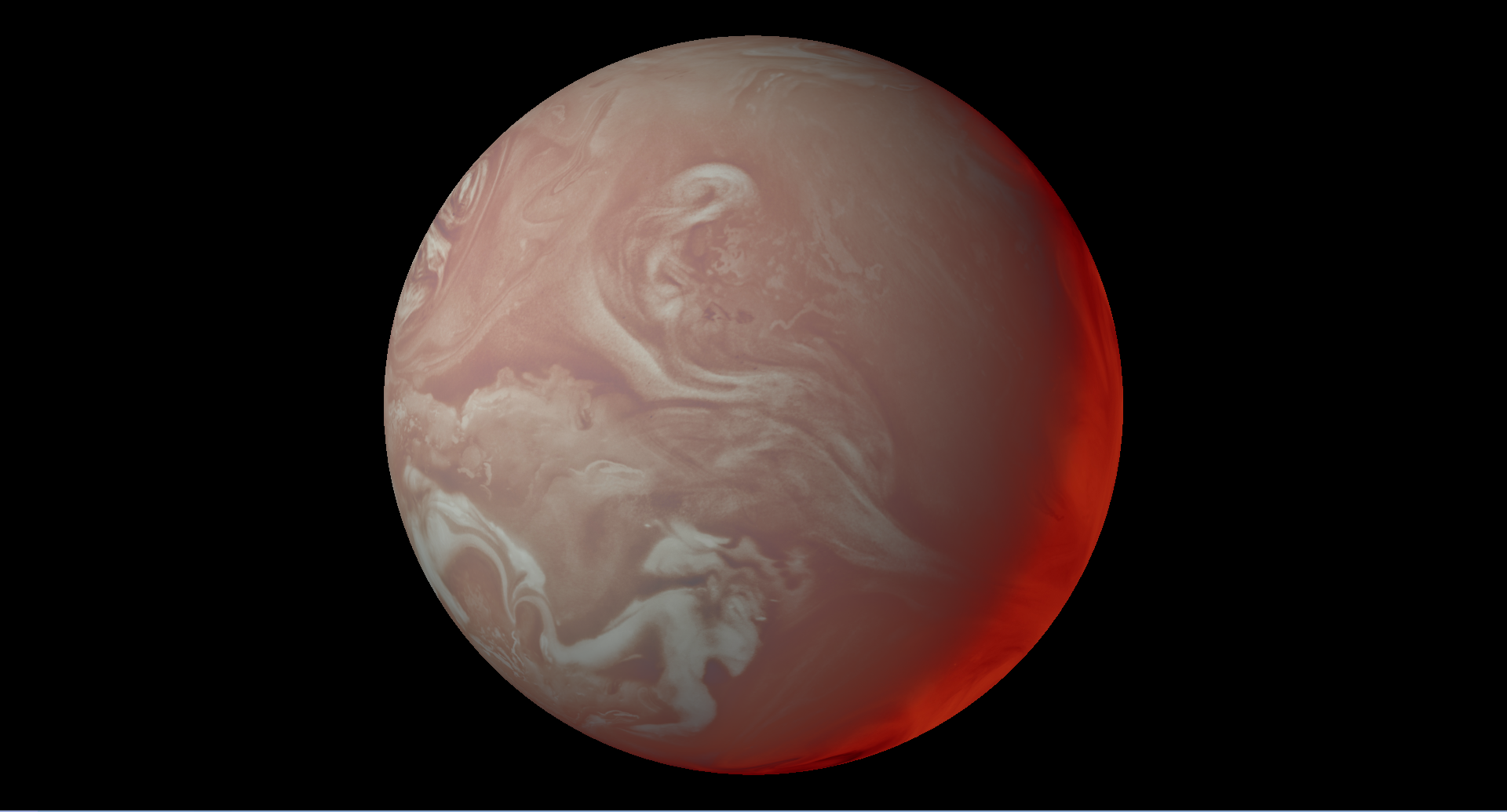
Класс V, горячий юпитер

## Формирование
Согласно гипотезе происхождения Солнечной системы, планеты-гиганты образовались позже, чем планеты земной группы. К этому времени большая часть тугоплавких веществ (окислы, силикаты, металлы) уже выпали из газовой фазы, и из них образовались внутренние планеты (от Меркурия до Марса). Существует гипотеза о пятом газовом гиганте, вытолкнутом при формировании современного облика Солнечной системы на её далёкие окраины (ставшим гипотетической планетой Тюхе или другой «Планетой X») или за её пределы (ставшим планетой-сиротой). Последней такой гипотезой является гипотеза о девятой планете Брауна и Батыгина.

## Характеристики
Как уже было сказано, газовые гиганты состоят преимущественно из водорода и гелия. Их массы довольно велики: массы двух газовых гигантов Солнечной системы, Юпитера и Сатурна, равны соответственно 317 и 95 земным массам. Теоретическим верхним пределом массы будет 13 MJ, так как при большей массе в ядре начнут идти термоядерные реакции и объект перейдёт в класс коричневых карликов. Нижний предел пока точно не установлен, но должен существовать, так как небольшие небесные тела не способны удержать такой лёгкий газ, как водород.

### Строение

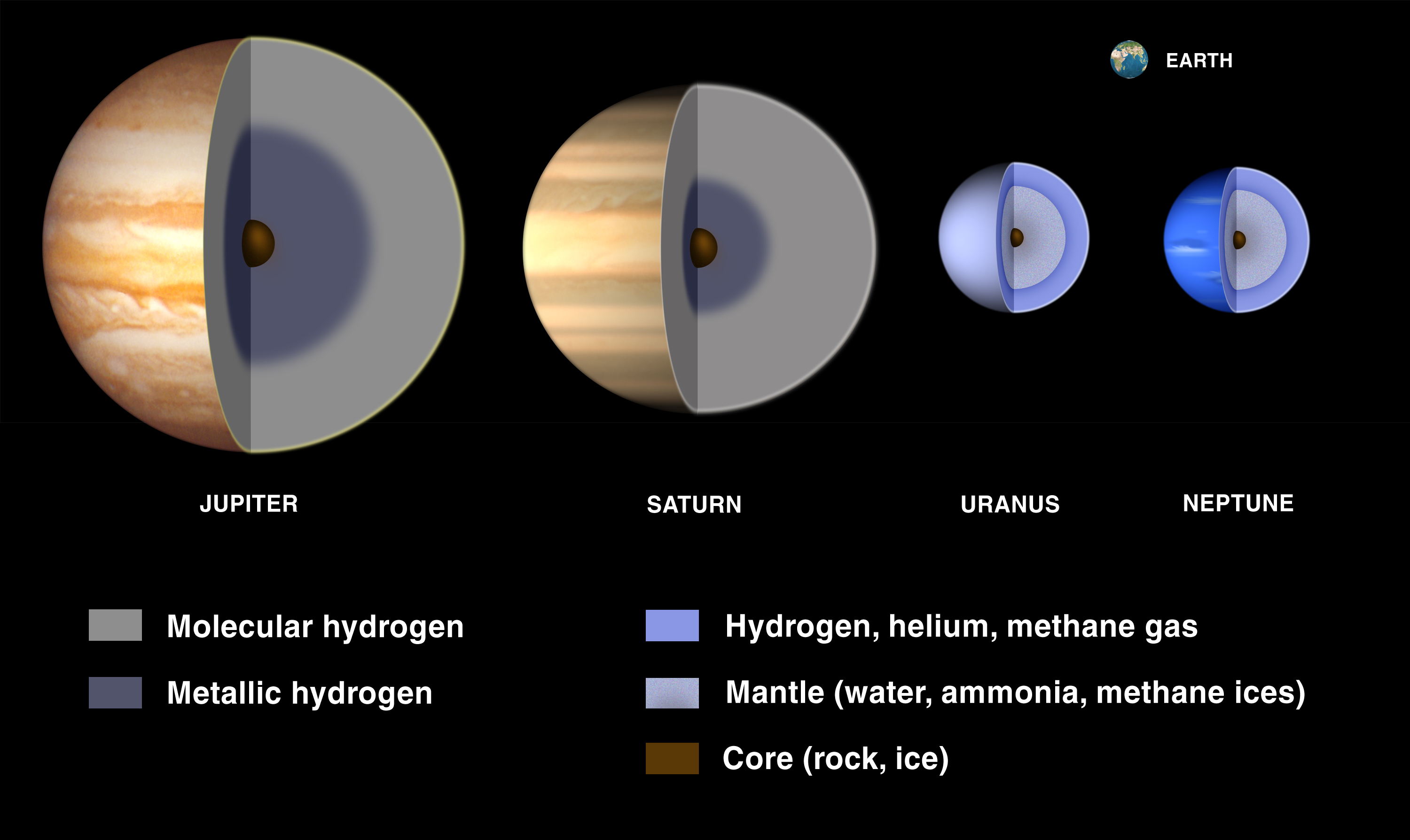
Строение планет-гигантов в Солнечной системе

Модели внутреннего строения газовых планет предполагают наличие нескольких слоёв. На определённой глубине давление в атмосферах газовых планет достигает высоких значений, достаточных для перехода водорода в жидкое состояние. Если планета достаточно велика, то ещё ниже может размещаться слой металлического водорода, электрические токи в котором порождают мощное магнитное поле планеты, как у Юпитера и Сатурна. Кроме того, считается, что газовые планеты имеют также относительно небольшое каменное или металлическое ядро.
Как показали измерения спускаемого аппарата «Галилео», давление и температура быстро растут уже в верхних слоях газовых планет. На глубине 130 км в атмосфере Юпитера температура составила около 145 °C, давление — 24 атм. Газовые планеты излучают заметно больше тепла, чем предсказывают расчёты. Предложены модели, допускающие выделение крайне незначительных количеств тепла внутри Юпитера при реакциях термоядерного синтеза, но эти модели не имеют наблюдательного подтверждения. Альтернативная гипотеза объясняет этот эффект сильнейшими полярными сияниями.

### Атмосфера
В атмосферах газовых планет дуют мощные ветры скоростью до нескольких тысяч километров в час (скорость ветра на экваторе Сатурна составляет 1800 км/ч). Имеются постоянные атмосферные образования, представляющие собой гигантские вихри: например, Большое красное пятно (размером в несколько раз больше Земли) на Юпитере наблюдают уже более 300 лет. Имеются также более мелкие пятна на Сатурне.

### Спутники
У Юпитера и Сатурна открыто наибольшее количество спутников среди всех планет Солнечной системы. Для газовых планет Солнечной системы отношение суммарной массы их спутников к массе планеты составляет около 0,01 % (1 к 10 000). Для объяснения этого факта разработаны модели формирования спутников из газопылевых дисков с большим количеством газа (при этом действует механизм, ограничивающий рост спутников).

## Экзопланеты
Из-за больших размеров и масс газовые гиганты наиболее просты в обнаружении любыми способами из всех типов экзопланет.